# Delicatesse

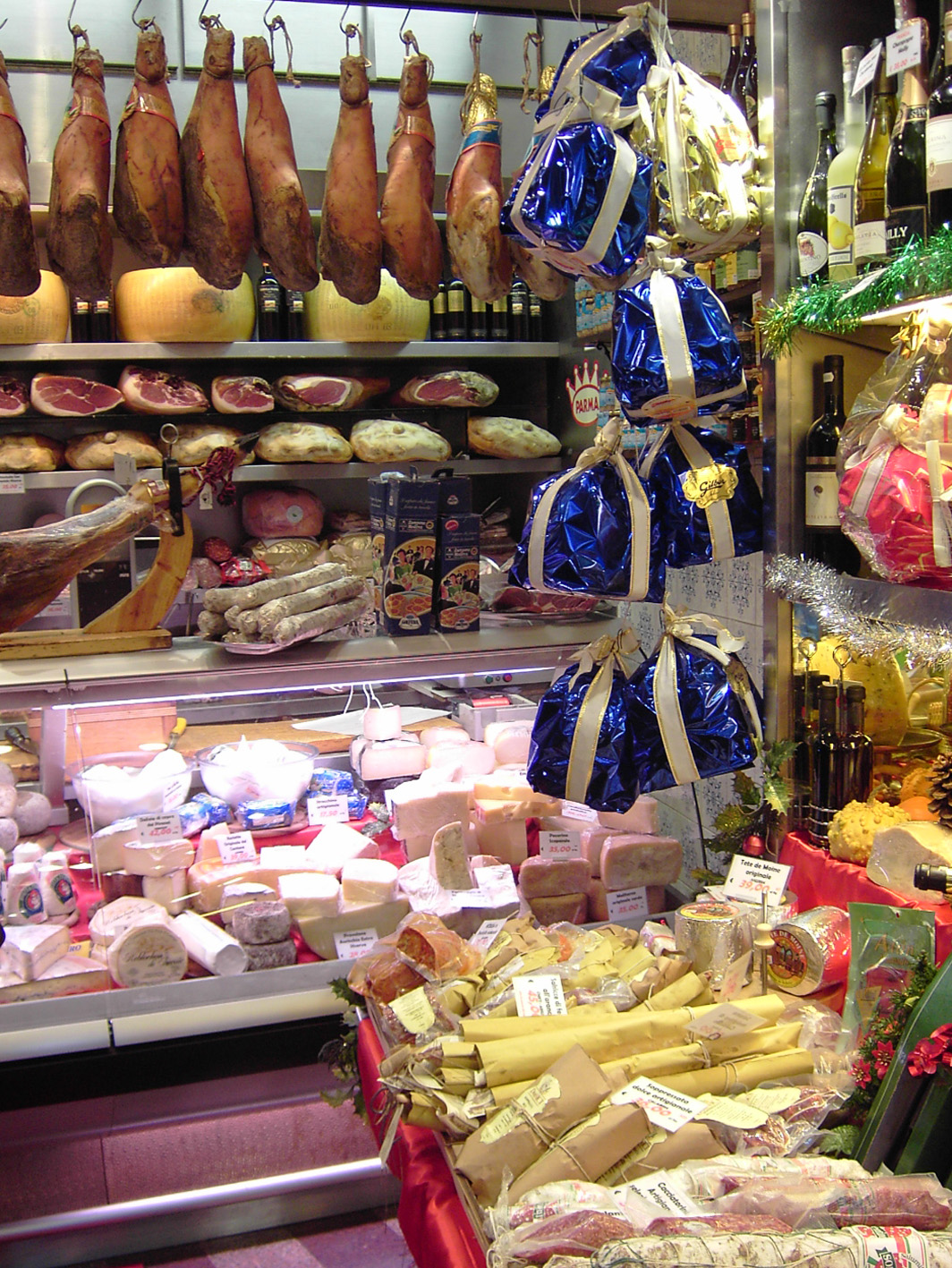
Uma delicatesse

Delicatesse ou delicatessen (ou delicatéssen) é uma loja que vende comidas finas e iguarias. Especializada em comidas exóticas, raras e de difícil preparo ou criação.

## Etimologia
A palavra delicatesse vem do alemão "Delikatessen", plural de "Delikatesse", "delicadeza (comida agradável)", do francês "délicatesse", "delicadeza", de "délicat", "delicado", do laltim "delicatus", "atraente, delicioso, suave". Pode ser traduzido como "iguaria". 
O conceito de delicatesse chegou ao Brasil (e também a outros países da América, como os Estados Unidos) por meio de imigrantes alemães, principalmente com os judeus asquenazes, já que eles eram impossibilitados de terem terras agrícolas e o comércio sempre foi uma das poucas fontes de renda. 
Em inglês, usa-se também a abreviatura "deli".

## Estabelecimentos

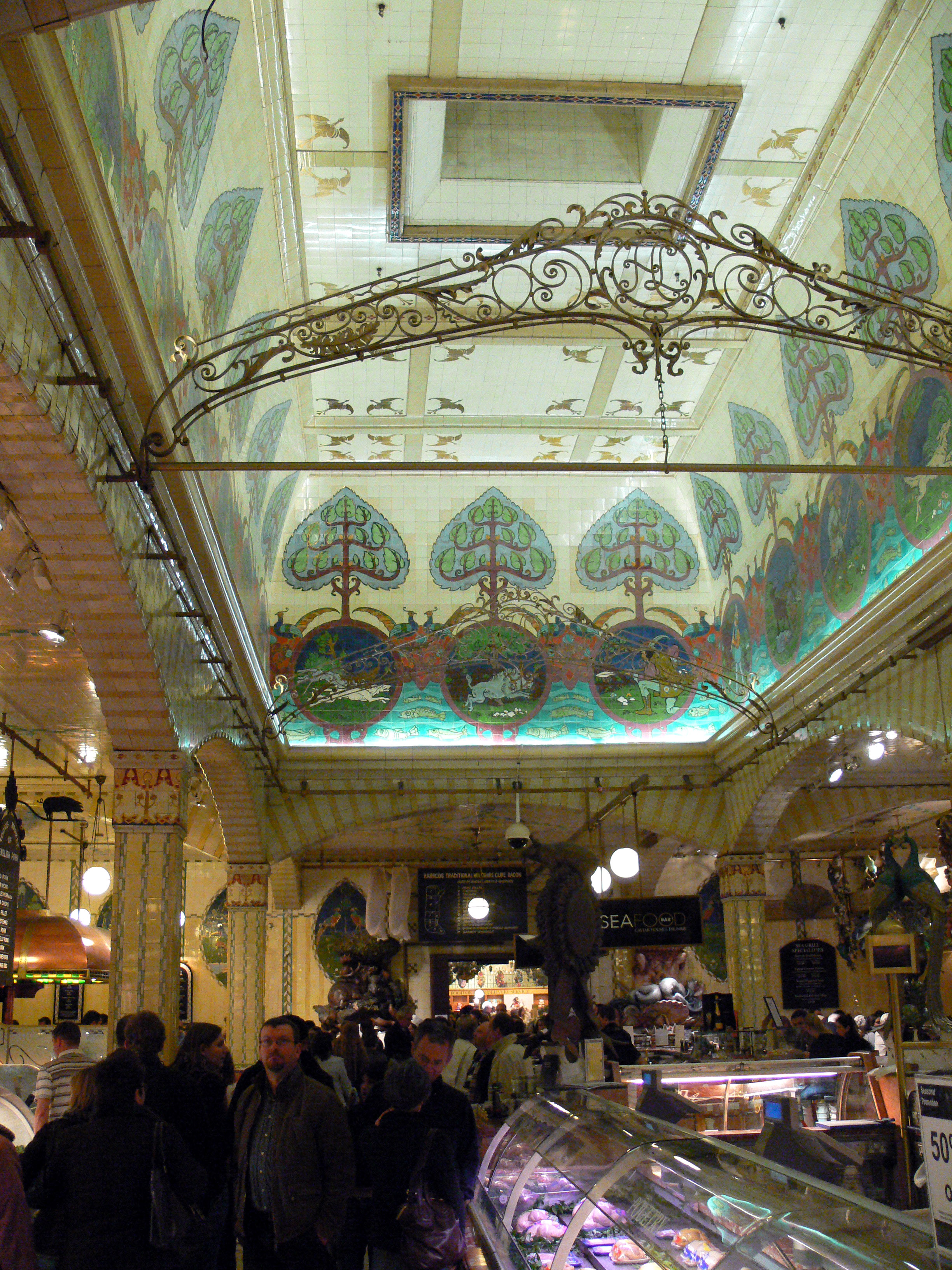
Uma delicatesse londrina.

No Canadá, Irlanda, Bélgica e no Reino Unido as delicatesses são lugares que vendem queijos finos e carnes nobres (charcuteria). Vinhos e bebidas alcoólicas refinadas. Pães e salgados especiais. Doces, temperos, condimentos, laticínios e iguarias no geral. Conjugados com um café.
Nos EUA e na Austrália o mesmo conceito se aplica, mas com a ideia de um restaurante mais forte do que a do resto do estabelecimento e em geral é voltado para um público vegano ou de comidas saudáveis. 
Na França, Itália, Alemanha, Suíça e Áustria o mesmo conceito dos outros países europeus, só com o foco nos produtos de marcas e produtos industriais de luxo como caviar, trufas, conjugando assim o espaço com um café e um pequeno armazém. Dentro de um lugar de arquitetura extremamente requintada. Nos países de língua alemã também podem ser chamadas de Feinkost.

## Lugares Famosos
Dallmayr "Stammhaus" em Dienerstraße 14-15, Munique 

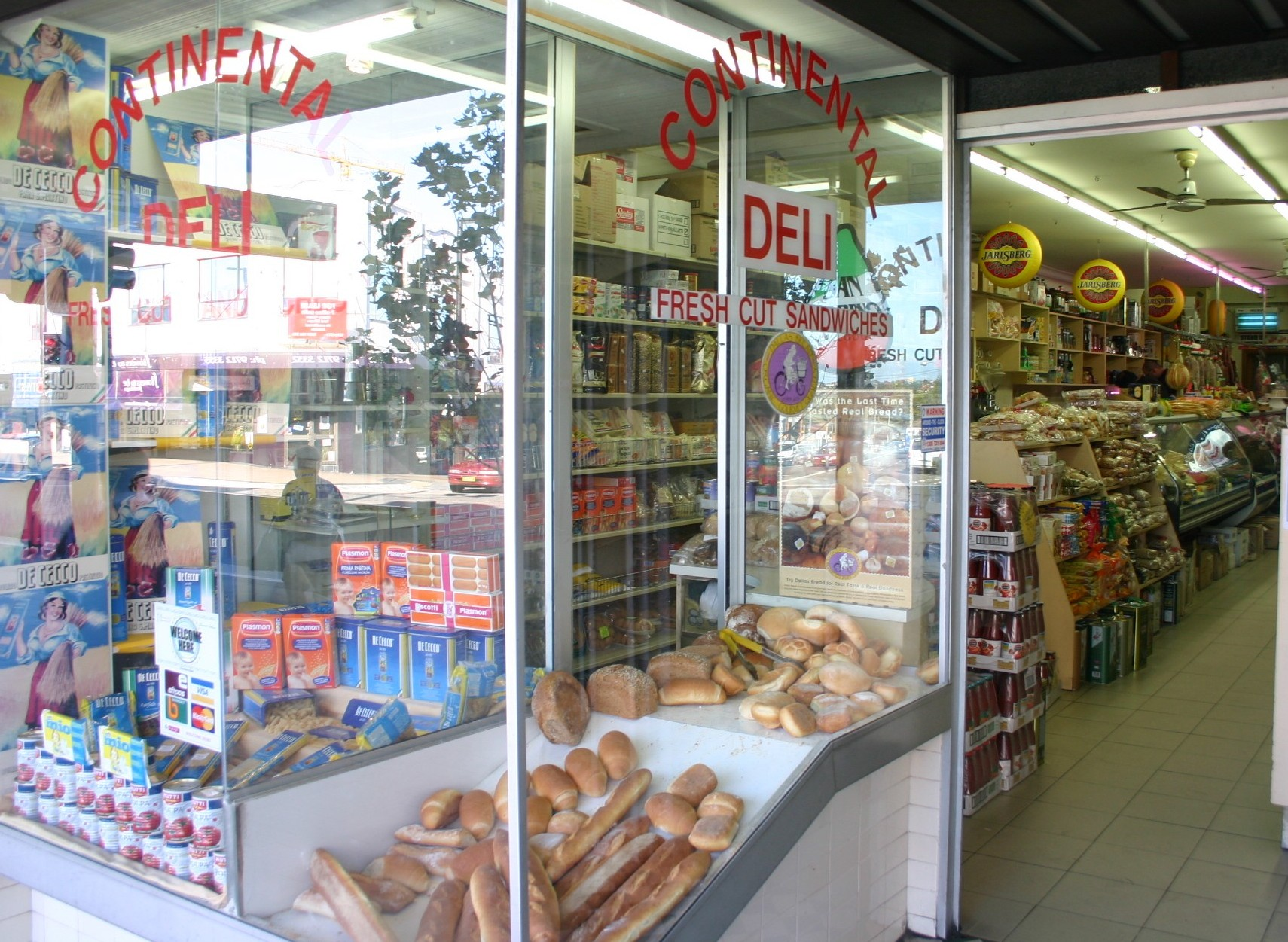
Uma delicatésse na Austrália (em inglês, abreviada como deli).

Katz's Delicatessen em Nova Iorque
Funchon em Paris
Fortnum & Mason em Londres